# Irmãos Limbourg
Os Irmãos Limbourg (em neerlandês, Gebroeders Van Limburg), sendo Herman (Nijmegen, ducado de Gelre, c. 1385 - fevereiro de 1416), Paul (Nijmegen, c. 1386/87 - fevereiro de 1416), e Jean  (Nijmegen, c. 1388 - fevereiro de 1416) foram três famosos pintores neerlandeses renascentistas de iluminuras. Trabalharam no século XV na França e na Borgonha. Eles criaram o que é certamente a mais famosa iluminura da época medieval: as Riquíssimas Horas do Duque de Berry. 
Filhos do escultor de madeira Arnold de Lymborch (ou van Limburg), eram sobrinhos de Jean Malouel (Johan Maelwael), pintor da corte da rainha Isabel da Baviera, da França, e também do duque de Borgonha. Esse laço familiar facilitou a entrada dos três irmãos na corte francesa, além disso o sobrenome Van Limburg foi modificado para uma pronúncia francesa, tornando-se Limbourg, quando passaram a trabalhar no reino francês.
A morte dos três irmãos foi repentina, e não se sabe ao certo o motivo, especulando-se tratar de algum surto de peste na ocasião.

## As Riquíssimas Horas
As Riquíssimas Horas são um ricamente decorado livro de horas encomendado por João, Duque de Berry, em 1410. É provavelmente a mais importante iluminura do século XV, o rei dos manuscritos iluminados. São 416 páginas, das quais metade são páginas completamente ilustradas que estão entre as obras primas do chamado Gótico Internacional. É provavelmente um dos livros mais caros do mundo.
Cada ilustração apresenta um desenho de seu próprio hemisfério, com os signos do zodíaco, os nomes dos meses e o calendário lunar eclesiástico. 
O livro encontra-se hoje no Museu Condé, no Castelo de Chantilly, na França.

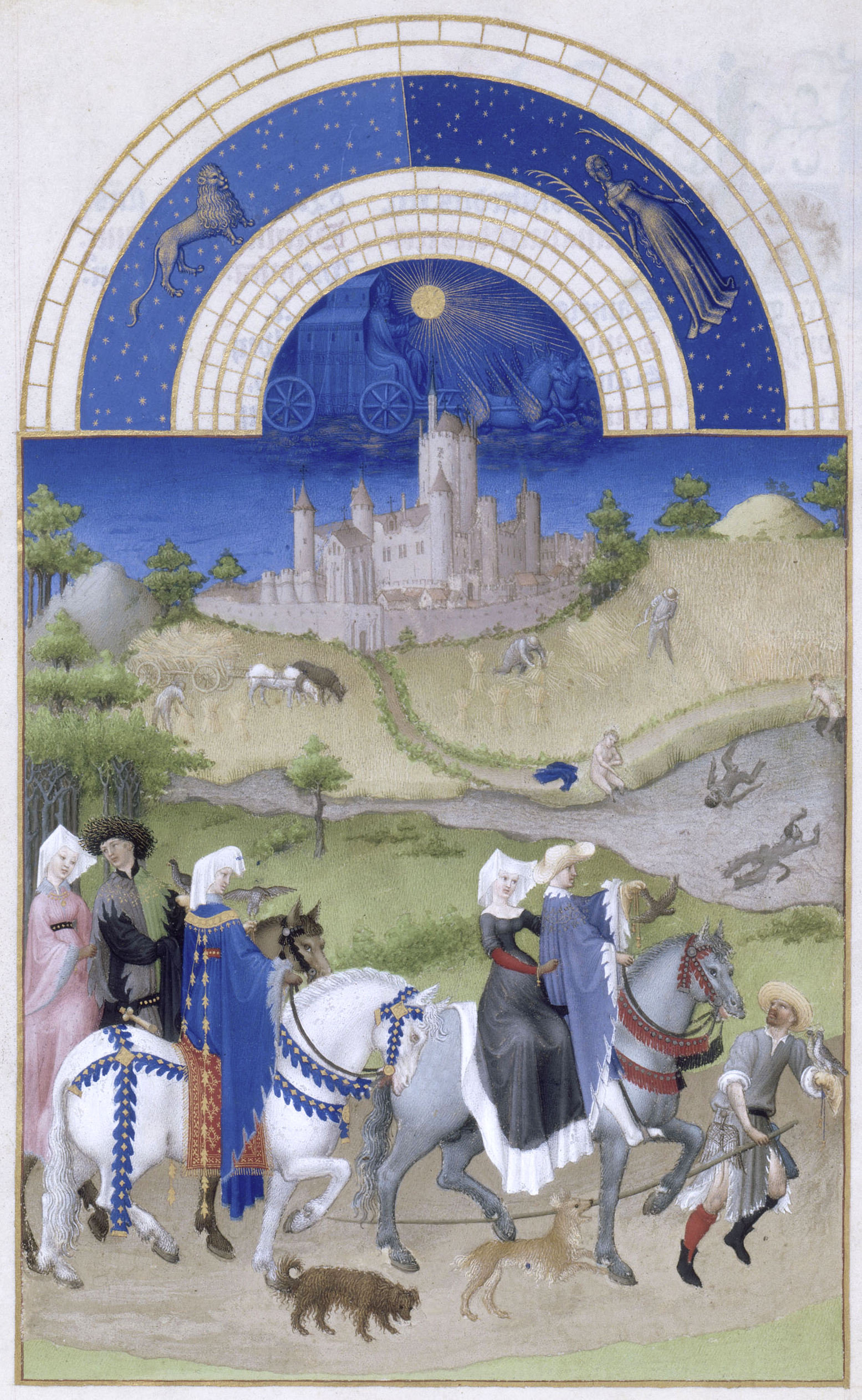
Agosto, das Riquíssimas Horas do Duque de Berry
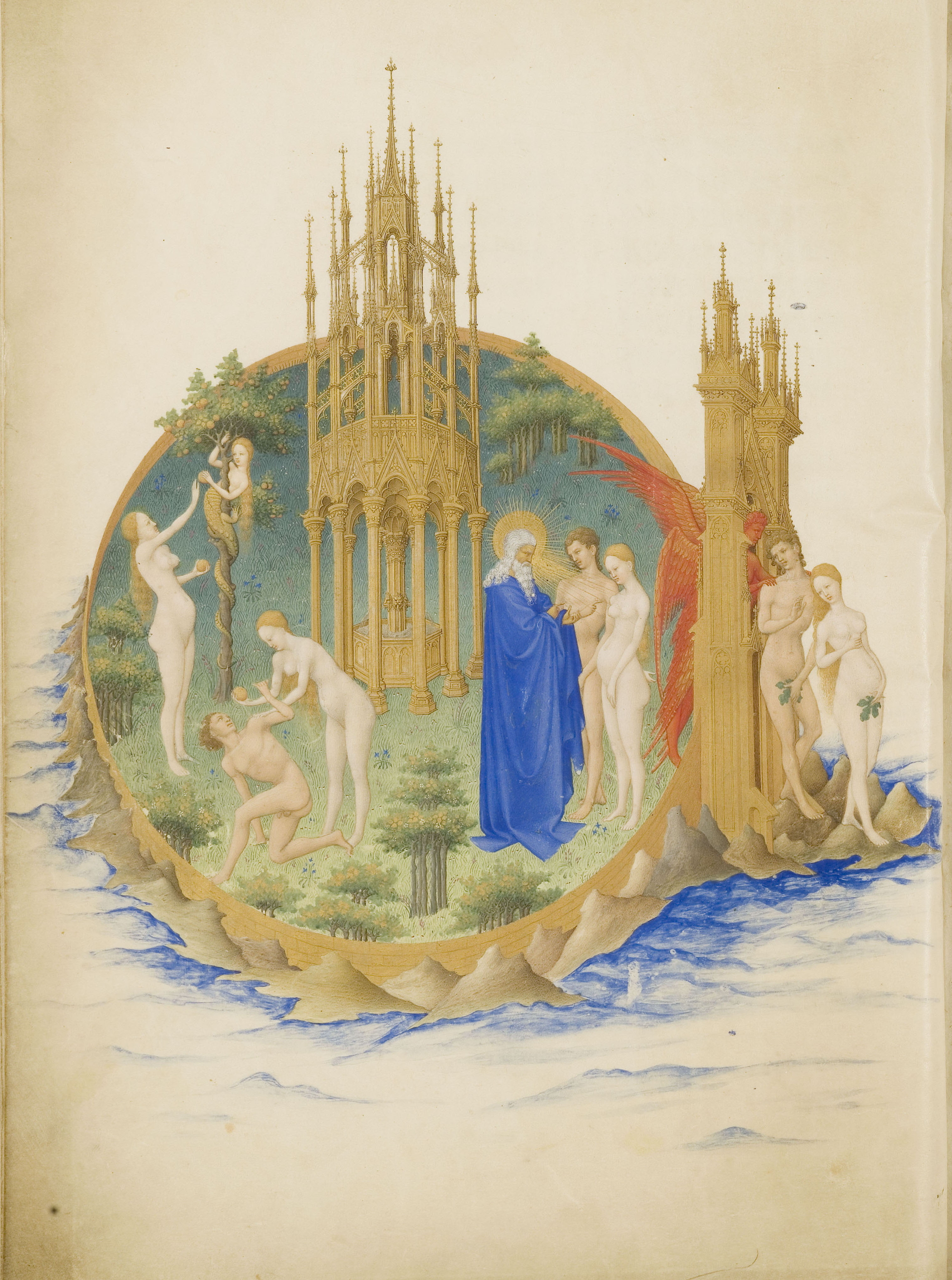
O Jardim do Éden, das Riquíssimas Horas do Duque de Berry